# 1 aprilgrap

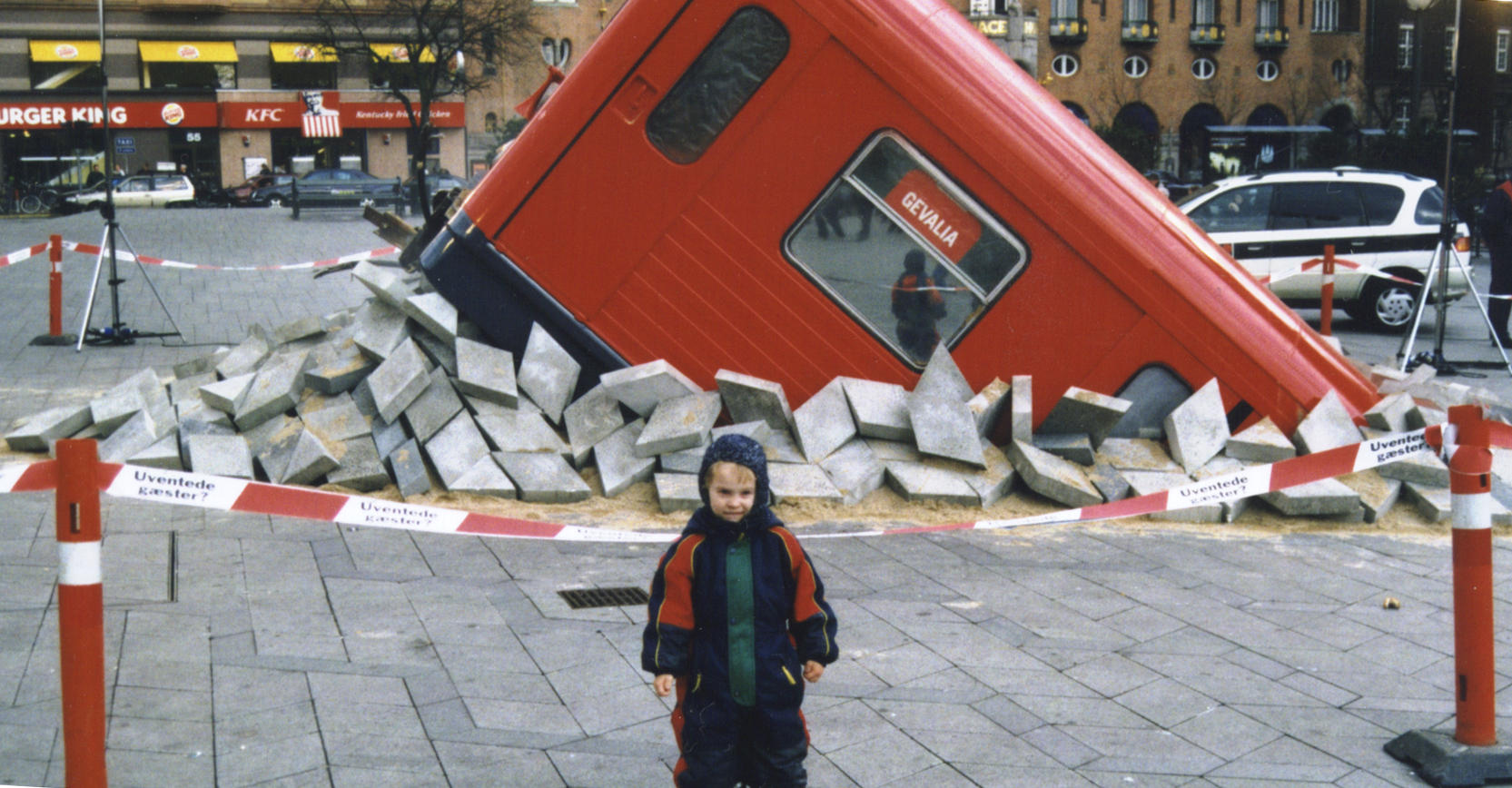
1 aprilgrap in Kopenhagen in 2001

Een 1 aprilgrap (ook wel aprilgrap of aprilvis genoemd) is een traditie waarbij mensen elkaar op 1 april voor de gek proberen te houden.
In Frankrijk spreekt men van poisson d'avril (Aprilvis). In Engelstalige landen wordt de dag April Fools' Day (April dwazendag) genoemd, en de Russen hebben het over День Дурака (Den Doeraka, dag van de dwaas(heid)). 
Door de strijd tegen nepnieuws worden 1 aprilgrappen wereldwijd minder populair. Onder andere de VRT heeft aangegeven dit niet meer te doen.

## Geschiedenis en herkomst

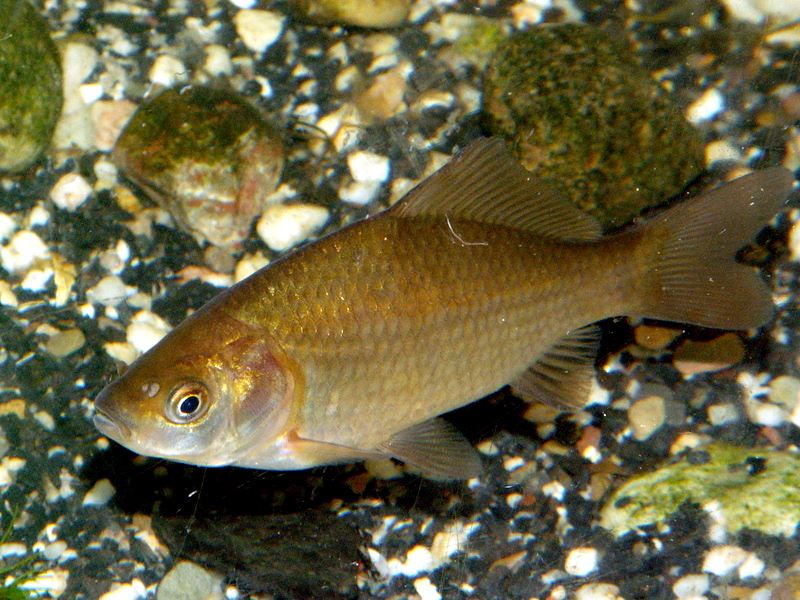
'Aprilvis': de goudvis wordt vaak gezien als mascotte van 1 aprilgrappen.

Uit sommige bronnen blijkt dat de bijzondere betekenis van 1 april ontstaan is bij de Franse wijziging naar de gregoriaanse kalender, zoals opgedragen door Paus Gregorius XIII in 1582. Voor die tijd werd Nieuwjaar gevierd van 25 maart tot 1 april. Met de verandering van het kalendersysteem werd Nieuwjaar verplaatst naar 1 januari. Mensen die dit vergaten of die het nieuwe kalendersysteem weigerden te aanvaarden, kregen uitnodigingen voor niet-gehouden feestjes, grappige presentjes enzovoort.
Deze verklaring is echter onwaarschijnlijk: de 1 aprilgrap wordt namelijk al eerder vermeld in een Franse bron uit 1508, dus ruim voor die tijd. De eerste vermelding in een Nederlandstalige bron dateert uit ca. 1560 te Brugge, een gedicht van de rederijker Eduard de Dene. Het is een parodie op ‘1 april’ waarin een knecht het plan van zijn heer om hem te verzenden, doorziet.
De geschiedenis gaat dus ten minste terug tot het begin van de zestiende eeuw. De wijde verspreiding van het verschijnsel wijst echter op een oudere oorsprong.
De 1 aprilgrap is volgens een andere theorie ontstaan uit een vroeger middeleeuws festival: het feest van de zotten. La fête des fous was vooral in Frankrijk van de 5e tot de 16e eeuw erg populair. Het werd gevierd omstreeks 1 januari door het kiezen van een valse paus of bisschop en ging gepaard met allerlei rituelen en festiviteiten waarbij de geestelijkheid werd geparodieerd. Aan de basis hiervan lagen dan weer naar alle waarschijnlijkheid vroegere heidense saturnalia.
Er zijn verklaringen gezocht in het wisselvallige aprilweer en parallellen gezien met de Germaanse mythologie (Loki) en met de Bijbelse geschiedenis. In verschillende landen zijn ook wel nationale gebeurtenissen aangevoerd als begin van de traditie. Deze verklaringen, die waarschijnlijk ooit zelf als aprilgrap zijn verzonnen, leiden soms tot op de dag van vandaag een hardnekkig leven. Zo denkt men in Nederland nog vaak dat de grappenmakerij begonnen is met de inname van Den Briel door de watergeuzen op 1 april 1572, zoals blijkt uit een bekend gezegde: Op 1 april verloor Alva zijn bril. Het feit dat ook buiten Nederland 1 aprilgrappen worden gemaakt, wordt daarbij over het hoofd gezien.
1 aprilgrappen worden vaak al eind maart per persbericht bekendgemaakt.

## Voorbeelden

### Jaren 60

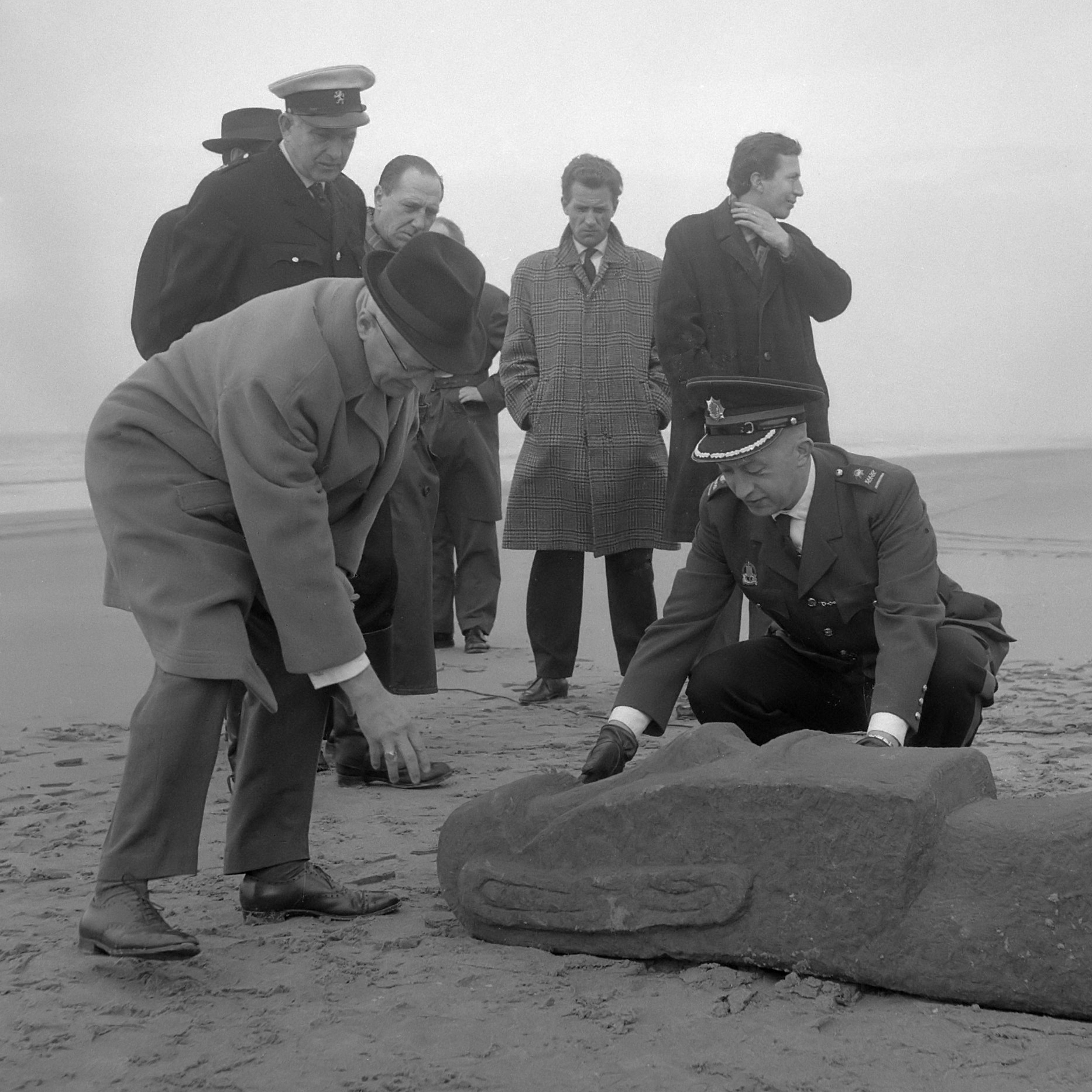
Zandvoort, 1 april 1962: een beeld van Paaseiland is aangespoeld.

- 1960 – In het Nederlands Journaal werd op 1 april aangekondigd dat de toren van Pisa was omgevallen. Dit ontlokte veel reacties van geschrokken en treurende mensen.[3]
- 1962 – Beeldhouwer Edo van Tetterode liet in samenwerking met de KRO op het strand bij Zandvoort een beeld van Paaseiland, de Loeres, 'aanspoelen'.[4]

### Jaren 70
- 1971 – Het NOS Journaal meldde dat op 1 april een grote landelijke actie zou worden gehouden om zogenaamde 'zwartkijkers' op te sporen, mensen die hun kijk- en luistergeld niet hadden betaald. Postbodes zouden worden uitgerust met een apparaat om overtreders te betrappen. "Of daar niets tegen te doen zou zijn", vroeg een journalist. "Nee", was het antwoord van een controleur, want hij kon zich niet voorstellen dat men zijn televisietoestel in aluminiumfolie zou wikkelen, want dan zou de voorbijrijdende controledienst met hun scanner niets kunnen uitrichten. De volgende dag steeg plotseling de verkoop van aluminiumfolie terwijl het achterstallig kijkgeld binnenstroomde.[5]
- 1972 – De NOS meldde tijdens de Daverende Dertig dat ze altijd door platen heen praatten vanwege de auteursrechten (tot zover naar waarheid) want opnemen van de radio was streng verboden. Ze zeiden daarbij dat de overheid besloten had om bandrecorderbezitters een bezoek te brengen om te kijken of ze muziek van de radio hadden opgenomen. Maar de NOS wilde wel helpen: als men de geluidsbanden opstuurde, zou de NOS er een toon op zetten die met een normaal apparaat niet te horen was, doordat de kop 90° gedraaid was. Het resultaat was, dat veel mensen hun banden opstuurden. "En we zullen ze met plezier beluisteren," meldde de NOS een week later. Maar sommige mensen die het door hadden, lieten dat op een originele manier blijken.
- 1973 – De Gazet van Antwerpen meldt dat de plaatselijke dierentuin wegens plaatsgebrek dieren van de hand zou doen. Elke lezer zou één diertje kunnen krijgen. 200 goedgelovigen kwamen langs in de hoop een gratis huisdier te krijgen.[3]
- 1976 – De BBC zond op een van haar radiozenders een interview uit met de kosmosdeskundige Patrick Moore, die aankondigde dat de planeten Jupiter en Pluto die dag heel even, om precies 09.47, op één lijn zouden staan (Pluto zou dus vanaf de Aarde beschouwd achter Jupiter wegschuiven). Daardoor zou de zwaartekracht tijdelijk iets verminderen. De geleerde vertelde erbij dat wie op dat moment omhoog zou springen, iets geweldigs zou ervaren.[6][7] Vlak na de uitzending belden honderden mensen naar de BBC om te melden dat ze hadden gesprongen en dat het een aparte beleving was geweest. Een vrouw zou hebben verteld dat ze met elf mensen in een kamer boven de grond had gezweefd.[6]

### Jaren 80
- 1981 – De Britse Daily Mail berichtte dat de organisatoren van de Londense marathon een Japanse deelnemer kwijt waren. Ze hadden ontdekt dat hij door een vertaalfout in de brief die hij van hen had gekregen, moet hebben begrepen dat de race niet over 26 mijl ging, maar 26 dagen zou duren. Hij zou al dagen ergens in Engeland aan het lopen zijn. De krant huurde een (Japanse) hardloper in om op die dag een aantal plaatsen door te lopen. Nadat het publiek hem in St. Albans had ontdekt, probeerden veel mensen hem daar tot stoppen te bewegen.[3]
- 1982 – De radio-uitzending van de TROS Top 50 op Hilversum III werd verstoord, en even later helemaal overgenomen door Space Radio, een radiopiraat die zogenaamd via een satelliet uitzond vanuit Liechtenstein. De telefonistes van de NOS en TROS waren niet op de hoogte van de grap, en werden overspoeld door telefoontjes van bezorgde luisteraars. Na een uur maakte diskjockey Ferry Maat een eind aan de stunt.[bron?]
- 1985 – Het Jeugdjournaal maakte melding van de invoering van belasting op zakgeld voor kinderen.[8]

### Jaren 90
- 1991 – In het VTM-journaal meldde Jan Dewijngaert: "Anderlecht heeft emmers gekocht. Twee ijzeren en tien plastieken." (In die tijd voetbalde Belgisch international Marc Emmers bij KV Mechelen. Een jaar nadien ging hij daadwerkelijk naar Anderlecht.)
- 1993 – Het Jeugdjournaal meldde op 1 april dat men in het Rijksmuseum van Oudheden het hart van een mummie aan het kloppen had gekregen. De belangstelling was enorm toen de kist waar de mummie in zou zitten, geopend werd. In de kist lag echter alleen maar een papiertje. Mensen uit het hele land waren voor niets naar Leiden gekomen.[8]
- Rond 1995 zou een Russische onderzeeboot, de Dnjepr, eind maart een vriendschappelijke tocht maken op de Rijn naar Duitsland en ook Arnhem aandoen. De Gelderlander heeft er destijds al vroegtijdig over bericht. Door een of ander excuus werd het vervolgens een week uitgesteld tot... 1 april. Er stond aardig wat volk op de Rijnkade.[bron?]
- 1996 – De Gezinsbode, een lokale Groningse krant, meldde dat het Gemeentelijk Vervoers Bedrijf de VETAG-apparaten waarmee buschauffeurs verkeerslichten op groen kunnen zetten, in de verkoop zou doen. Dit omdat er nieuwe waren besteld en als compensatie voor al het leed dat de automobilisten de laatste jaren was aangedaan. Honderden mensen verzamelden zich op 1 april bij het hoofdkantoor van het vervoersbedrijf om een kastje te kopen. De goede lezers hadden kunnen weten dat het om een grap ging, want in het krantenartikel waren alle namen van de raadsleden die voor of tegen hadden gestemd, fout geschreven (steeds één letter fout).[9]
- De Amerikaanse fastfoodketen Taco Bell maakte in krantenadvertenties bekend dat zij de Liberty Bell hadden gekocht, om zo mee te helpen de Amerikaanse staatsschuld terug te dringen. De grap leidde tot veel verontwaardiging, maar president Clinton kon er wel mee lachen. Ook toen duidelijk werd dat het om een 1 aprilgrap was gegaan bleven enkele mensen verontwaardigd.[10]
- 1997 In Sydney is mensen wijs gemaakt dat er kangoeroes in het centrum van deze miljoenenstad losgelaten zullen worden om zo nog meer toeristen te trekken.[3]
- 1998 – De snackgigant Burger King introduceerde via een kolossale advertentie in USA Today een nieuwe vinding: de linkshandige whopper, een soort hamburger voor linkshandige mensen. Volgens de berichten zou de whopper zijn aangemaakt met 180 graden gedraaide ingrediënten. De advertentie zorgde voor een ware stormloop op de filialen van de sandwichverkoper.[3]
- 1999 – Het Groninger Jet Stream introduceerde de 'Webstra Milllennium Bug Tester' (met opzet foutief gespeld). Deze testte de pc van de internetter of deze bestand was tegen de gevreesde problemen met de 00 / 2000 jaaraanduiding. Het leek alsof de Bug Tester zonder toestemming allerlei software verwijderde en installeerde. In werkelijkheid was de webpagina een grafische animatie. De resultaatpagina meldde: "Gefeliciteerd, uw computer is Milllennium proof! De huidige tijd is 10:66:03. De huidige datum is 1 april 2004. Bedankjes kunt u sturen naar milllennium@...". Duizenden internetters probeerden de test. Eén derde vond het een goede grap. Eén derde werd heel boos omdat er ongevraagd software werd geïnstalleerd. De andere derde bedankte en dacht verzekerd te zijn van een goed werkende computer. Het meest schrijnende geval was een ingehuurde ICT'er die de tool voor gerenommeerde banken en verzekeraars wilde inzetten.[bron?]

### 2000-2010

#### 2002
- Presentator Wim T. Schippers vertelt in zijn televisieprogramma Flogiston een verhaal met een baard, namelijk dat de landen van de Europese Unie in 2003 over zullen stappen op een decimaal tijdssysteem.[bron?]
- In het Brabantse Boxtel werd aan 700 mannelijke inwoners van deze gemeente per brief gevraagd maandag 1 april een wattenstaafje met oorsmeer in te leveren, zogenaamd voor een justitieel DNA-onderzoek in het kader van een ernstig zedenmisdrijf. De brief bevatte vlees-en-bloeddetails over gevonden lichaamsdelen en de vermelding 'meisje van Nulde'. Het politiebureau werd overstelpt met telefoonoproepen van verontruste mensen. De daders van de aprilgrap, drie heren van ongeveer 23 jaar, meldden zich later bij de politie.[bron?]
- TV-West kondigde op 31 maart aan dat de Bulgaars-Amerikaanse kunstenaar Christo het gebouw van de omroep de volgende dag zou inpakken. Er werd een oproep gedaan om oude lakens langs te brengen. Tientallen personen kwamen inderdaad langs maar vonden in plaats van de kunstenaar een spandoek aan het gebouw met 1 april erop.[11]

#### 2003
- GroenLinks Amsterdam-Centrum bracht een persbericht uit waarin ze een voorstel deden om het aantal ongelukken met fietsende toeristen in de Amsterdamse binnenstad te verminderen. Ze wilden dit doen door een fietspad aan te leggen met gele tegels (Just follow the yellow brick road) met 10 cm hoge opstaande randen aan iedere kant om te voorkomen dat toeristen van het fietspad af rijden.[bron?]
- Een reclame-ontwerpbureau lanceerde een unicum: de reclamekoe, mogelijk gemaakt door resultaten van wetenschappelijk onderzoek. DNA-onderzoekers in Wageningen zou het na zes jaar experimenteren zijn gelukt het gen dat het vlekkenpatroon bij koeien bepaalt te isoleren. Hiermee hadden ze de sleutel in handen om het patroon te manipuleren. Het bureau zou deze mogelijkheid als eerste aangrijpen om koeien te voorzien van zwart-witte of roodbonte reclameteksten en illustraties. Dit nieuwsfeit kreeg de slogan 'Melkkoe wordt merkkoe'. De pers kwam massaal opdraven voor serieuze verslaggeving.[bron?]
- De Amsterdamse dierenambulance lanceert de traumahelikopter voor dieren.[12]

#### 2004
- Het Jeugdjournaal meldt dat premier Balkenende mee zal spelen in de nieuwste Harry Potter-film.[8]
- Internetprovider XS4ALL leert zijn klanten hoe ze hun Senseo op het internet moeten aansluiten.[13]
- Het Nederlands Dagblad publiceert dat de Europese ministers van Financiën hebben besloten dat als meer landen de euro invoeren, de kleinere lidstaten (waaronder Nederland) hun eigen euromunt verliezen.[14]

#### 2005
- Het Jeugdjournaal meldde dat de Nederlandse regering besloten had tot het verbieden van MSN voor kinderen onder de 14 jaar, omdat de Nederlandse taal erdoor achteruit zou gaan. Kinderen konden een speciaal telefoonnummer bellen om te reageren. Enkele duizenden mensen hebben gebeld.
- De gemeente Nijmegen maakte bekend dat het blauwe plaatsnaambord vervangen zou worden door een roze, omdat Nijmegen benoemd zou zijn tot de oudste roze stad van Nederland.[bron?]
- Op verschillende media (waaronder NU.nl) verscheen een oproep van kennislink.nl om mobiele telefoons in Nederland en België naar het oosten te richten, opdat zwakke signalen van de Huygens-ruimtesonde op Titan opgevangen zouden kunnen worden.[15]
- Een lokale krant in Den Haag meldde dat in de haven de mogelijkheid bestond bruinvissen bij te voeren.
- Het Dierenpark Emmen meldde de geboorte van een geblokte zebra.[16]
- Op Noordzee FM werd gemeld dat de locatie van iedereen met een mobiele telefoon kon worden bekeken via gsmlocator.nl door het telefoonnummer in te toetsen. Op dezelfde site kon ook worden voorkomen dat mobieletelefoonnummers gevolgd konden worden. Ruim 50.000 mensen maakten gebruik van deze mogelijkheid.[bron?]
- De Nieuw-Zeelandse televisiezender TV3 vertelde dat de overheid besloten had een groot deel van Stewarteiland aan de Verenigde Staten te verkopen zodat zij daar een militair vliegveld konden openen ter ondersteuning van hun personeel op Antarctica.[17] In de show een week erna vertelde de presentator van het programma, John Campbell, dat hij verwarde telefoontjes had gehad van het kantoor van de premier nadat zij klachten binnen hadden gekregen van het publiek.[bron?]

#### 2006
- Het top level domain .fy wordt verzorgd door Stichting Internet Domeinnammeregistraasje Fryslân (SIDF). De website van deze stichting is www.sidf.fy, dat op 1 april 2006 voor veel Nederlanders daadwerkelijk te bereiken was. Inmiddels bestaat de Friese TLD echt, onder de afkorting .frl.
- Het wetenschappelijke tijdschrift "British Medical Journal" komt met een artikel over een medicijn tegen luiheid.
- De Vlaamse publieke radio- en televisiestations melden dat de overheid gratis cheques uitdeelt voor een zonnebankbezoek, omdat er zoveel voorjaarsmoeheid is door de lange winter. Men wordt gevraagd vandaag nog te bellen naar een bepaald nummer.[18]
- Het Jeugdjournaal meldt dat de redactie voortaan geen jonge vrouwelijke presentatoren meer wil. Die kunnen zwanger worden en het is lastig om een invaller te zoeken. De presentatrices Milouska Meulens, Liesbeth Staats en invaller Tamara Seur zijn allemaal op het moment zwanger, maar in werkelijkheid mogen ze natuurlijk na hun zwangerschapsverlof gewoon terugkomen.[19] De redactie krijgt diverse boze reacties van kinderen.[bron?]
- Het Nederlandse reisbureau noSun organiseerde zogenaamd een rondreis van 14 dagen aan boord van een Kirgizische kernonderzeeër. Detail: Kirgizië is een bergachtig land midden in Azië en heeft helemaal geen marine, al heeft Rusland er wel een marinebasis aan het Ysyk Kölmeer.[bron?]
- In het centrum van de Ronde van Vlaanderen kwam Tom Boonen handtekeningen uitdelen. In werkelijkheid was het een jongetje van een jaar of zeven dat ook Tom Boonen heette. Zijn handtekening was een aprilvis.[bron?]
- De krant Het Belang van Limburg pakte uit met het bericht dat de stad Hasselt het domein Bokrijk (gelegen in Genk) had geannexeerd met ingang van 1 april. Zo zouden beide steden zich meer op hun hoofdfunctie kunnen richten van resp. "grootstad" en "industriestad". In het artikel werden fictieve ambtenaren als "Sam Quaedvliegh" en "Arno Buonscherzo" opgevoerd om het verhaal te onderbouwen.[20]
- De Britse krant The Sun meldt dat er pinguïns zijn aangetroffen aan de oevers van de Theems.[21]
- Kennislink.nl meldt dat zij naast het bestaande Groene Boekje en het Witte Boekje een eigen woordenlijst van de Nederlandse taal gaan uitbrengen: het blauwe boekje. Diverse media trappen erin en nemen het over.[22]

#### 2007
- Een grote foto op de Britse nieuwssite BBC.co.uk maakte bekend dat het als eerste een geur-tv had ontwikkeld.[23]
- SBS brengt Auto's Dansen op het IJs.[24]
- XS4ALL start in samenwerking met het ministerie van Volksgezondheid, Welzijn en Sport (VWS) een campagne voor een gezonder internet.

#### 2008
- Diergaarde Blijdorp meldt nog dit jaar over te stappen op vegetarisch voedsel voor bijna alle dieren, waaronder de leeuwen. Dit als "resultaat van een overeenkomst tussen de Nederlandse Vegetariërsbond (NVB) en Diergaarde Blijdorp". Uit onderzoek zou blijken dat "de meeste carnivoren na een gewenningsperiode prima zonder vlees kunnen" en zelfs langer leven.[25]
- Leden van de Zandvoortse Bunkerploeg meldden begin maart dat ze dankzij een e-mail van de zoon van een Duitse officier uit de Tweede Wereldoorlog op het spoor gekomen waren van zestien stuks Entartete Kunst die door de Duitsers begraven waren in de duinen bij Zandvoort. Aangekondigd werd een opgraving op 4 april; dit werd later naar 1 april vervroegd en kreeg uitgebreide media-aandacht. Burgemeester Meijer speelde ter plekke het spel mee. Aanvankelijk hield de werkgroep de opgravingslocatie geheim, zogenaamd uit angst dat rovers met de werken aan de haal zouden gaan.[26][27]
- De website YouTube linkte zijn aanbevolen video's op de hoofdpagina allemaal door naar de video Rick Astley – Never Gonna Give You Up. Ook SkyscraperCity deed mee met deze vorm van rickrolling.[bron?]
- The Sun onthult het plan om president Nicolas Sarkozy danig uit te rekken, zodat hij toch op zijn minst even groot wordt als zijn kersverse echtgenote.[28]
- Google Inc. en Virgin Group kondigen een samenwerking aan onder de naam Project Virgle om een permanente nederzetting op de planeet Mars te bouwen. Geïnteresseerden kunnen zich aanmelden als Virgle Pioneer om mee te gaan naar de basis op de planeet.[29]
- De Nederlandse Spoorwegen en ProRail melden op de stations dat alle wissels op de zomertijd worden gezet.
- Het Jeugdjournaal heeft een onderwerp over een nieuw tv-programma: Boer zoekt Kind. Boeren die een opvolger zoeken krijgen in de vakantie hulp van 3 kinderen, de boer kiest wie het beste helpt. "Kinderen zijn goedkoop en niet zo eigenwijs als volwassenen", zegt een van de boeren.[30]
- De BBC meldde dat er vliegende pinguïns zijn gevonden. Een kolonie adeliepinguïns zou zijn gevonden op Koning George Eiland ten zuiden van de Falklandeilanden. Berichtgeving compleet met uiterst realistische natuurdocumentaire video gepresenteerd door ex Monty Python ster Terry Jones.[31]

#### 2009
- Radio West vermeldde in de nieuwsuitzendingen op radio en televisie het verhaal dat de hond van Hillary Clinton dinsdag was weggelopen op de Boulevard. Kijkers en luisteraars werden opgeroepen om woensdagochtend mee te helpen zoeken. Die oproep heeft niets opgeleverd. Wel kreeg de redactie tientallen tips over de hond binnen.[32][33]
- Gamestudio Grendel Games ontwikkelt een gameversie van de Friese sporten fierljeppen (polsstokspringen) en kaatsen voor de Nintendo Wii.[34]
- De Nederlandse minister Piet Hein Donner van Sociale Zaken en Werkgelegenheid liet vrijdag 27 maart tijdens de ministerraad een wetsvoorstel rondgaan dat de werkweken van ministers en staatssecretarissen drastisch moet verminderen tot maximaal 168 uur per week. Deze nieuwe arbeidstijdenwet zou op 1 april in moeten gaan.[35]
- Op het station van Almelo zou een Poolse stoomtrein langskomen om een proefrit te gaan rijden. Veel mensen stonden daarom met verrekijkers en camera's te wachten. Later bleek het een grap te zijn.[36]
- YouTube heeft een nieuwe lay-out en toont alle tekst, video's en andere elementen ondersteboven. Een knop geeft de gebruiker drie tips: de monitor ondersteboven te hangen, het hoofd ondersteboven te keren of naar Australië te emigreren.[37]
- Het Jeugdjournaal vermeldt op 1 april dat kinderen vanaf heden voor school klusjes moeten doen voor een financiële bijdrage voor de school, zoals straten maken of schoonmaken. Op de site Kinderklusjes.nl konden ze meer informatie vinden.[38]
- Het gratis dagblad De Pers meldt dat Geert Wilders waarschijnlijk de nieuwe burgemeester van Den Helder zou worden, een 'rustiger bestuurlijke functie' als alternatief voor het leven met bodyguards.[39] Wilders ontkende nog voor 1 april aanbrak.[40]
- Het Belgische publieke radiostation Studio Brussel verandert ter gelegenheid van zijn 26e verjaardag zijn naam voor één dag in Studio Hasselt, inclusief alle stationcalls, en zendt ook daadwerkelijk uit vanuit Hasselt. In 2010 deed het dit nog eens over, ditmaal in Kortrijk.[41][42]

### 2010-2020

#### 2010
- Diergaarde Blijdorp verspreidde het bericht dat het van plan was zijn haaien te muilkorven.[43]
- De Dierenbescherming nam stelling tegen het misbruik van dierennamen in woorden en gezegdes.[44]
- YouTube berichtte dat het als tegenhanger van HD-formaten zoals 720p en 1080p ook TEXTp aan zou gaan bieden. Door de video als tekst aan te bieden zouden de dataverkeerkosten worden beperkt.[45]
- Gamekings beweerde foto's te hebben bemachtigd van de nieuwe Xbox 360 Slim.[46]
- Het Jeugdjournaal meldde dat bij de komende Tweede Kamerverkiezingen op 9 juni 2010 de slimste kinderen van Nederland, die jonger zijn dan 18 jaar, ook stemrecht krijgen.
- Het Jeugdjournaal meldde ook dat er in alle zwembaden in Nederland badmutsen en korte slipjes gedragen moesten worden.
- Henk Kesler opperde in een column het idee om de KNVB bekerfinale vanaf het seizoen 2010/2011 in het stadion van FC Twente te laten spelen, tot groot ongenoegen van de Feyenoord-aanhang aangezien de finale altijd in Stadion Feijenoord (De Kuip) wordt gespeeld.[47]
- In navolging van Topeka (Kansas) dat de naam van de stad tijdelijk veranderde in Google,[48] meldde Google dat het zijn bedrijfsnaam zou veranderen in Topeka.[49]
- Esmée Denters maakte via haar Twitter bekend een baby te verwachten.[50] Later bleek dat de baby haar derde single Love Dealer was, waarop ze samen met Justin Timberlake zingt.[51]
- De gemeente Goes beweerde op haar website dat de Amerikaanse vlag van die van Goes zou zijn afgeleid. Een medewerker van de Amerikaanse ambassade zou een onderzoeksrapport daarover komen overhandigen.[52]
- Heineken introduceert de Heineken Bierpad. Deze bierpad is alleen te gebruiken met een Hot 'n Cold koffiepadsysteem van Philips Senseo. Hier is zelfs een officiële website voor geopend.[53]

#### 2011
Ook in 2011 werden diverse aprilgrappen de wereld ingestuurd.
- BMW kondigde de M3 Pick-up aan.[57]
- Radio 2 Limburg meldde dat het Agentschap Wegen en Verkeer op zoek was naar bewoners voor een ecologische woning op het binnenplein van het knooppunt Lummen. De bewoners zouden er gratis mogen wonen, ze moeten wel wekelijks het zwerfvuil uit de bermen opruimen, de hulpdiensten verwittigen bij verkeersongevallen, en er vooral voor zorgen dat de lichten op het verkeersknooppunt gedoofd zijn tussen middernacht en zes uur 's ochtends.[58]
- La Dernière Heure berichtte dat Bart De Wever zou verhuizen naar een plattelandswoning in Floreffe.[58]
- Le Soir maakte de nieuwe koninklijke gezant bekend: Michel Daerden zou koninklijk ontstopper worden.[58]
- De gemeente Gouda maakte bekend het stadhuis te willen verkopen aan een Koreaanse onderneming, die het gebouw in een Europees themapark, net zoals Huis ten Bosch in Japan, zouden willen plaatsen.[59]
- Al op 24 maart berichtte RTL Boulevard dat er een sekstape zou zijn van 3FM-diskjockey Frank Dane. Kort daarna verscheen de tape waarin Dane seksuele handelingen leek te verrichten met een vrouw inderdaad op internet. Op 1 april onthulde Dane echter dat er sprake was van een 1-aprilgrap en dat de seksuele handelingen niet door hem maar door een acteur en actrice verricht waren.[60]
- Op Twitter werd het gerucht de wereld in geholpen van een evenement genaamd FE11. Door de onbekendheid en het feit dat vele twitteraars hun fantasie loslieten over wat er te doen was op FE11 groeide het uit tot een veelbesproken onderwerp op Twitter.

#### 2012
- De Haagse VVD-fractie pleit in een persbericht voor het weren van uitkeringsgerechtigden uit de spits.[61]
- Jupiler kondigt een nieuwe variant voor vrouwen van het bier aan, Jupiler Pink. De slogan werd toepasselijk veranderd naar Vrouwen weten waarom.[62]
- Een kattenleger heeft de macht overgenomen op en de mascotte ontvoerd van kunstsite deviantART. Verschillende afbeeldingen zijn veranderd in propagandaposters van de katten en gebruikers moeten kunstwerken uploaden om de mascotte vrij te krijgen.[63]
- Het economenvakblad ESB lanceerde een lezing over een nieuw rapport van Lombard Street Research over de voordelen van het beëindigen van de vaste wisselkoers tussen euro en de herco (de munt van het fictieve land Spokanië), waarmee werd verwezen naar het eerdere rapport van dit bureau voor de PVV over terugkeer naar de gulden.[64]
- Verzekeraar Nederlanden van Nu kondigde een nieuwe autoverzekering aan, waarbij het gewicht van de bestuurder grote invloed op de hoogte van de premie zou hebben. Ruim 900 mensen bezochten de actiepagina op de site om hun gewichtskorting te berekenen. Het bedrijf heeft de actiepagina verwijderd en alle aanvragers van de gewichtskorting geïnformeerd dat het om een 1 aprilgrap ging.
- In 2012 wist het blad PC-Active zo'n honderd lezers voor de gek te houden met een 1 aprilgrap. Lezers werd voorgespiegeld dat ze konden meeliften op het netwerk van Brein.[65]

#### 2013

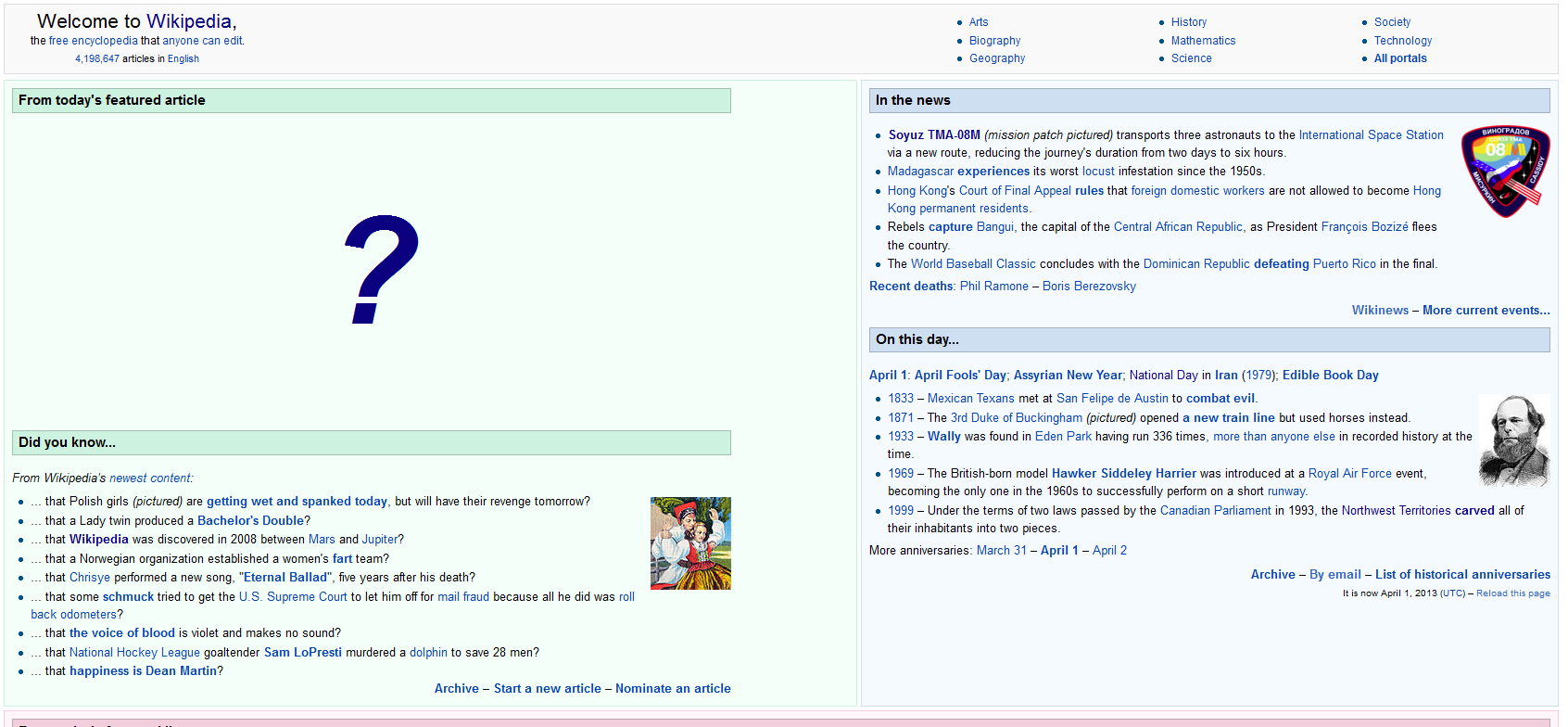
Hoofdpagina Engelstalige Wikipedia (1 april 2013). Het blauwe vraagteken linkt naar het artikel op de Engelstalige wikipedia "? (film)".

- Tweakers.net (informatica) en Bokt.nl (paardenliefhebbers) zijn een datingsite begonnen waarbij met behulp van geavanceerde technologie een match tussen gebruikers van de twee sites wordt gemaakt.[66][67]
- Vanaf deze dag kunnen overnachtingen geboekt worden in Paleis Soestdijk.
- Er werd bekend dat er in 2014 een nieuw Formule 1-team zou worden opgezet, genaamd Dupont F1. Uiteindelijk bleek dit reclame te zijn voor het nieuwe boek van de vrouw van voormalig F1-coureur Alexander Wurz.[68]

#### 2014
- De website deredactie.be van de VRT nodigde de lezers uit om een vraag te formuleren die aan Barack Obama bij zijn eerstvolgende bezoek aan Brussel zou gesteld worden. Heel wat mensen tuinden erin.[69]
- Een Duits radiostation maakte bekend dat, vanwege de slechte staat van de voetbalstadions voor het WK 2014 in Brazilië, de FIFA besloten heeft dat Duitsland het WK van 2014 mag organiseren.
- YouTube uploadde een video op zijn eigen hoofdkanaal waarin verteld werd dat YouTube zelf verantwoordelijk is voor de populaire video's. Zo zouden ze onder andere zelf Gangnam Style hebben verzonnen. Dit jaar gaven ze de Youtubekijkers zelf de kans om zelf een zogenaamde viral video-trend te verzinnen via de hashtag #newtrends.
- Editie NL eindigde met weerman Reinier van den Berg die voorspelde dat het in het volgende weekend zou gaan hagelen en dat de dagtemperatuur zou dalen tot 3 graden Celsius. In werkelijkheid bleef de temperatuur boven de 15 graden.
- De Belgische editie van de Metro zou een editie uitbrengen waarin ijssmaken geproefd konden worden, door op bepaalde plaatsen de krant te likken.
- Gemeente Ede verstuurde een e-mailbericht naar de basisscholen in de gemeente met het verzoek het niet-benutte bedrag van de gemeentelijke subsidie terug te betalen.
- In Rijswijk was een dodo te zien, op een 'ooievaarsnest' in een hoge paal. Een vogelaar meldde de waarneming op Waarneming.nl met de volgende toelichting: "Klom in de paal, en verjoeg de ooievaars." Waarneming werd goedgekeurd "op basis van bewijsmateriaal" (foto).[70]

#### 2015
- CERN kondigt in een persbericht aan met behulp van de Large Hadron Collider The Force te hebben waargenomen bij een energie van 13 TeV. "May the Force be with EU" verklaart Dr. Kenobi van de universiteit van Tatooine.[71]

#### 2019
- Het Cornelius Haga Lyceum in Amsterdam, een islamitische school die onder vuur stond wegens de aanwezigheid van medewerkers met salafistische opvattingen, kondigde via zijn website aan dat een ex-PVV-raadslid uit Den Haag die tot de islam was bekeerd en inmiddels voor de islamitische Partij van de Eenheid in de gemeenteraad zitting had, was aangesteld als interim-directeur om als bruggenbouwer naar de samenleving op te treden.[72][73][74]

#### 2021
- Autofabrikant BMW kondigt aan per 2022 te stoppen met het aanbrengen van knipperlichten op hun auto's, omdat het knipperlicht de minst gebruikte functie van hun auto's zou zijn.[75]

#### 2024
- Weerbureau Weerplaza kondigt aan dat het bedrijf in samenwerking met een Italiaans parfumhuis een parfum met de geur van petrichor heeft gemaakt. Een "Italiaanse" wetenschapster legt in een video uit hoe de geur tot stand is gekomen. De eerste lading zal maandag (1 april) naar het kantoor van Infoplaza in Houten komen. Wie in aanmerking wil komen voor een van de vijftig gratis flesjes die het bedrijf ter introductie weggeeft kan een e-mailbericht sturen naar een speciaal e-mailadres.[76] Volgens Weerplaza kwamen er ruim 100 e-mails binnen.[77]

## Vergelijkbare dagen in andere streken
In de Spaanstalige wereld (Spanje en Latijns-Amerika) is 28 december, de dag waarop de Onschuldige Kinderen worden herdacht, het equivalent van 1 april. Nadat iemand is beetgenomen roept men vaak Inocente palomita que te dejaste engañar (Onnozel duifje, je hebt je laten beetnemen) of kortweg Inocente para siempre! (Voor altijd onnozel!). Uitzondering op de regel is Menorca, waar de Dia d'enganyar (Gekkendag) wel op 1 april gevierd wordt, vanwege het feit dat dit eiland in de 18e eeuw een Britse kolonie was.
In sommige delen van Denemarken en Zweden wordt op 1 mei majkat (letterlijk: meikat) gevierd.
In Brazilië staat 1 april bekend als Dia da Mentira, dag van de leugen.